# Sigus
Sigus (łac. Diocesis Siguitanus) – stolica historycznej diecezji w Cesarstwie Rzymskim w prowincji Numidia zlikwidowana w VII w. podczas ekspansji islamskiej, współcześnie w północnej Algierii. Obecnie katolickie biskupstwo tytularne. 

## Biskupi tytularni
| Lp. | Biskup                            | Funkcja                                                      | Od                  | Do                  |
| --- | --------------------------------- | ------------------------------------------------------------ | ------------------- | ------------------- |
| 1   | Daniel Johann Anton von Gebsattel | biskup pomocniczy Würzburga (Niemcy)                         | 6 maja 1748         | 12 lipca 1788       |
| 2   | Peter Augustine Baines            | wikariusz apostolski Dystryktu Zachodniego (Wielka Brytania) | 4 lutego 1823       | 6 lipca 1843        |
| 3   | Peter Kelleter                    | wikariusz apostolski Bethlehem (Południowa Afryka)           | 12 marca 1950       | 11 stycznia 1951    |
| 4   | Benjamin-Octave Roland-Gosselin   | emerytowany biskup Wersalu (Francja)                         | 12 kwietnia 1952    | 23 kwietnia 1952    |
| 5   | Jean-Emmanuel Marquès             | biskup pomocniczy Albi (Francja)                             | 14 kwietnia 1953    | 5 stycznia 1957     |
| 6   | John Kwao Amuzu Aggey             | biskup pomocniczy Lagos (Nigeria)                            | 26 stycznia 1957    | 6 lipca 1965        |
| 7   | Jean-Baptiste Décoste             | biskup pomocniczy Port-au-Prince (Haiti)                     | 20 sierpnia 1966    | 20 kwietnia 1972    |
| 8   | Joseph Chhmar Salas               | wikariusz apostolski Phnom Penh (Kambodża)                   | 6 kwietnia 1975     | wrzesień 1977       |
| 9   | Joseph Symons                     | biskup pomocniczy Saint Petersburg (USA)                     | 16 stycznia 1981    | 4 października 1983 |
| 10  | Johannes ter Schure               | biskup pomocniczy Roermond (Holandia)                        | 4 października 1984 | 31 stycznia 1985    |
| 11  | Franziskus Eisenbach              | biskup pomocniczy Moguncji (Niemcy)                          | 17 marca 1988       | 29 maja 2024        |
| 12  | José Maria Pereira                | biskup pomocniczy Rio de Janeiro (Brazylia)                  | 25 lutego 2025      |                     |